# Gà nước Ấn Độ
Gà nước Ấn Độ (Rallus indicus) là một loài chim trong họ Rallidae. Loài sinh sản ở miền bắc Mông Cổ, đông Siberia, đông bắc Trung Quốc, Triều Tiên và miền bắc Nhật Bản, di cư mùa đông ở Đông Nam Á. Chúng từng được xem là một phân loài phụ của gà nước.

## Mô tả

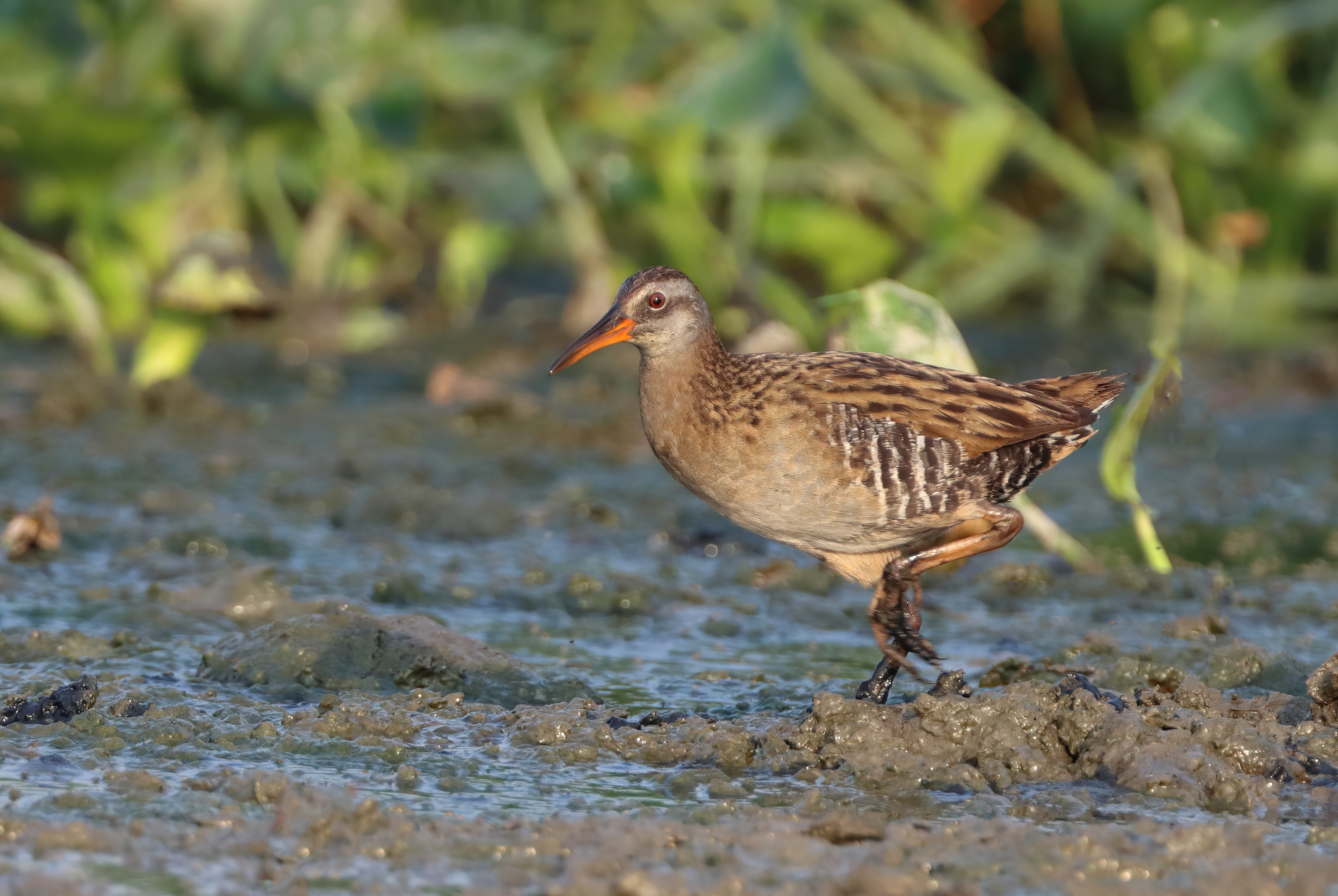
Tại Chittagong, Bangladesh

Loài này khác với hình dạng dạng đề cử nhỏ hơn chút với phần trên màu nhạt hơn, phần dưới có màu nâu và sọc nâu ở mắt. So với R. a. korejewi, ở trên có màu sẫm hơn, ngực nâu hơn, cổ họng màu trắng và viền mắt màu nâu rõ rệt hơn. Như đã chỉ ra ở trên, chúng có tiếng kêu khác với các dạng khác và hiện nay thường được xem là loài thật sự, mặc dù lối sống, tổ và trứng của chúng giống hệt với các phân loài khác của gà nước.
Ngoài bộ lông đặc biệt, chim có tiếng kêu rất khác với gà nước và được xem là một loài riêng biệt trong phân loại ban đầu, bao gồm ấn bản đầu tiên (1898) của Fauna of British India, nhưng sau đó bị hạ cấp thành phân loài của EC Stuart Baker trong ấn bản thứ hai (1929). Chúng đã được phục hồi như một loài thật sự, gà nước phương đông, R. indicus, của Pamela Rasmussen trong Loài chim ở Nam Á của bà (2005). Rasmussen, một chuyên gia về chim châu Á, cũng đổi tên các mẫu dạng khác là gà nước phương Tây. Phương cách của bà đã được chấp nhận và được theo dõi trong Loài chim ở Malaysia và Singapore (2010). Một nghiên cứu năm 2010 về phát sinh loài phân tử đã bổ trợ thêm khả năng về tính trạng cụ thể của R. a. indicus, ước tính đã tách ra từ các mẫu dạng phương tây vào khoảng 534.000 năm trước. Tờ báo cũng cho rằng sự khác biệt giữa ba chủng loài khác là dị biệt và cho rằng tất cả chúng đều cần được sáp nhập vào loài R. a. aquaticus.
Tiếng kêu khá khác so với tiếng kêu của gà nước. Tiếng kêu tán tỉnh, lặp lại được phát ra quanh năm, nghe như tiếng sáo thổi kyu, dài hơn và sắc hơn so với chủng châu Âu. Tiếng chim hót là một chuỗi các nốt co rút, co rút sắc cạnh, khoảng hai nốt trên giây và được lặp lại sau một khoảng dừng ngắn. Chủng phương đông không đáp trả tiếng hót thông báo được ghi lại của phân loài đề cử R. a. aquaticus.
Trọng lượng trung bình chiếc tổ hong gió khô của R. indicus ở Nhật Bản là 95 g (3,4 oz).

## Phân bố và sinh cảnh
Loài chủ yếu di cư, trú đông ở miền nam Nhật Bản, miền đông Trung Quốc và miền bắc Borneo. Chúng không phổ biến tại phía bắc Bangladesh, Myanmar, Lào, bắc và trung Thái Lan, và thường không tiến xa hơn về phía nam vào lục địa Đông Nam Á. Trước đây, số chim di cư được ghi nhận ở Sri Lanka, mặc dù trên đất liền Ấn Độ, chim tập trung chủ yếu ở các khu vực phía bắc, với số ít ghi nhận từ xa về phía nam như Mumbai. Khi đến Ấn Độ, gà nước có thể yếu đến mức có thể bắt bằng tay. Các loài chim sinh sản trên đảo Hokkaido của Nhật Bản chủ yếu di cư về phía nam, bao gồm cả đến Hàn Quốc nhưng số ít ở lại vào mùa đông tại đầm lầy ven biển Honshu.